# Liz Stefanics
Elizabeth „Liz“ Stefanics (* 9. November 1950 in Dayton, Ohio) ist eine US-amerikanische Politikerin (Demokratische Partei).
Nach ihrer Schulzeit in Ohio studierte Stefanics an der Eastern Kentucky University, danach Verwaltungswissenschaften an der University of Wisconsin und dann Rechtswissenschaften an der University of Minnesota. Von Januar 1993 bis Dezember 1996 gehörte sie dem Senat von New Mexico an. Nachfolger im Amt wurde Phil Griego.
Seit Januar 2009 ist Stefanics Mitglied in der Santa Fe County Commission. Viele Jahre engagierte sie sich in der Organisation Open Hands. Des Weiteren war sie Direktorin der New Mexico AIDS Services.
Stefanics ist mit Linda Siegle verpartnert.